# 용문동 (대전)
용문동(龍汶洞)은 대전광역시 서구에 있는 행정동 및 법정동이다. 서구의 관문으로 계룡로와 도산로가 교차하고, 용문역이 위치한 교통의 요충지이며, 역 중심으로 금융, 서비스업 등 상업지역이 형성되어 있고 주거지역과 상업지역이 혼재하는 전형적인 도시지역이다.

## 역사
조선시대 초기엔 공주군에 속해서 유등천면에 속했다가 조선시대 말기 1895년 고종 32년 행정구역을 변경할 때 유등천면에 편입되었다. 1914년 일제가 행정구역을 개혁할 때에 반심리, 평리와 삼내면의 탄방리와 산내면의 중촌 방축리의 각 일부를 병합하여 용두리라 해서 대전군 유천면에 편입되었다. 그러다가 1935년 11월 1일 대전부가 신설됨에 따라 대덕군 유천면에 편입되었고, 1963년 1월 1일 대전시 구역확장에 따라 대전시에 편입되어 용문동(龍汶洞)이라 고쳐서 대전시 중구에 속하게 되었다. 용문동은 이처럼 지금은 법정동이자 단독 행정동이지만 한때는 용문동과 탄방동 등 두 개의 법정동을 관할하는 행정동의 역할을 다해 오다가 1993년 11월에 탄방동이 행정동으로 분동되면서 지금은 단독 행정동이자 법정동으로 남게 되었다. 그 뒤 1995년 1월 1일 대전직할시가 대전광역시로 개칭됨에 따라 이곳을 대전광역시 서구 용문동으로 부르게 되었다.

## 교육
- 초등학교 없음
- 중학교 없음
- 대전산업정보고등학교

## 아파트
| 단지명                 | 건설사                    | 시행사                                  | 주소            | 입주       | 비고                     |
| ---------------------- | ------------------------- | --------------------------------------- | --------------- | ---------- | ------------------------ |
| 둔산 더샵 엘리프 1단지 | 포스코이앤씨 계룡건설산업 | 용문동 1·2·3구역 주택재건축정비사업조합 | 서구 탄방로 132 | 2025년 2월 | 용문1·2·3구역 주택재건축 |
| 둔산 더샵 엘리프 2단지 | 포스코이앤씨 계룡건설산업 | 용문동 1·2·3구역 주택재건축정비사업조합 | 서구 탄방로 131 | 2025년 2월 | 용문1·2·3구역 주택재건축 |
| 둔산 더샵 엘리프 3단지 | 포스코이앤씨 계룡건설산업 | 용문동 1·2·3구역 주택재건축정비사업조합 | 서구 탄방로 111 | 2025년 2월 | 용문1·2·3구역 주택재건축 |

## 교통
- 대전 도시철도 1호선 용문역